# Kimber James
Kimber James (Miami, Florida; 2 de abril de 1988) es una actriz pornográfica transexual. En 2010, ganó el Premio AVN a la Artista transexual del año.
James comenzó su carrera en la industria del porno como asistente de la artista transexual Gia Darling, posteriormente hizo su debut en el filme Transsexual Babysitters 4. En 2008, se convirtió en la primera actriz transexual en firmar con la agencia de modelos LA Direct Models. En junio de 2009, realizó su primera actuación con una mujer, en una escena con Angelina Valentine, y en 2010 apareció en la revista Maxim.
James nació con el síndrome de Klinefelter y comenzó la reasignación de sexo a la edad de 12 años. Hasta 2012, Kimber era una transexual que se había sometido a un tratamiento hormonal y a diversas cirugías para feminizar sus rasgos (especialmente la cara y los pechos), pero no se había sometido a una operación completa de cambio de sexo, conservando sus genitales.
En 2013 Kimber se somete finalmente a una operación de vaginoplastia, con el que conseguía finalmente completar su proceso de reasignación de sexo, tras lo cual volvía a reintegrarse en la industria pornográfica.

## Premios y nominaciones
| Año  | Ceremonia   | Resultado | Premio                          | Trabajo         |
| ---- | ----------- | --------- | ------------------------------- | --------------- |
| 2010 | Premios AVN | Ganadora  | Artista transexual del año      | —               |
| 2011 | Premios AVN | Nominada  | Artista transexual del año      | —               |
| 2013 | Premios AVN | Nominada  | Mejor escena de sexo transexual | TS Playground 1 |